# GNAT3
Vezujući protein guaninskog nukleotida G(t), alfa jedinica 3 (gustducin alfa-3 lanac) je protein koji je kod ljudi kodiran GNAT3 genom.
Gustducin alfa-3 lanac je podjedinica heterotrimerinog proteina gustducina koji je odgovoran za osnovne ukuse.

## Literatura
- Oldham WM; Van Eps N; Preininger AM;  . (2006). „Mechanism of the receptor-catalyzed activation of heterotrimeric G proteins.”. Nat. Struct. Mol. Biol. 13 (9): 772—7. PMID 16892066. doi:10.1038/nsmb1129.
- Scherer SW; Cheung J; MacDonald JR;  . (2003). „Human chromosome 7: DNA sequence and biology.”. Science. 300 (5620): 767—72. PMC 2882961 . PMID 12690205. doi:10.1126/science.1083423.
- Rozengurt N; Wu SV; Chen MC;  . (2006). „Colocalization of the alpha-subunit of gustducin with PYY and GLP-1 in L cells of human colon.”. Am. J. Physiol. Gastrointest. Liver Physiol. 291 (5): G792—802. PMID 16728727. doi:10.1152/ajpgi.00074.2006.
- Huang L; Shanker YG; Dubauskaite J;  . (1999). „Ggamma13 colocalizes with gustducin in taste receptor cells and mediates IP3 responses to bitter denatonium.”. Nat. Neurosci. 2 (12): 1055—62. PMID 10570481. doi:10.1038/15981.
- Hillier LW; Fulton RS; Fulton LA;  . (2003). „The DNA sequence of human chromosome 7.”. Nature. 424 (6945): 157—64. PMID 12853948. doi:10.1038/nature01782.
- Strausberg RL; Feingold EA; Grouse LH;  . (2002). „Generation and initial analysis of more than 15,000 full-length human and mouse cDNA sequences.”. Proc. Natl. Acad. Sci. U.S.A. 99 (26): 16899—903. PMC 139241 . PMID 12477932. doi:10.1073/pnas.242603899.
- Luttrell LM (2008). „Reviews in molecular biology and biotechnology: transmembrane signaling by G protein-coupled receptors.”. Mol. Biotechnol. 39 (3): 239—64. PMID 18240029. doi:10.1007/s12033-008-9031-1.
- Margolskee RF; Dyer J; Kokrashvili Z;  . (2007). „T1R3 and gustducin in gut sense sugars to regulate expression of Na+-glucose cotransporter 1.”. Proc. Natl. Acad. Sci. U.S.A. 104 (38): 15075—80. PMID 17724332. doi:10.1073/pnas.0706678104.
- Takami S; Getchell TV; McLaughlin SK;  . (1994). „Human taste cells express the G protein alpha-gustducin and neuron-specific enolase.”. Brain Res. Mol. Brain Res. 22 (1-4): 193—203. PMID 8015379. doi:10.1016/0169-328X(94)90047-7.
- Jang HJ; Kokrashvili Z; Theodorakis MJ;  . (2007). „Gut-expressed gustducin and taste receptors regulate secretion of glucagon-like peptide-1.”. Proc. Natl. Acad. Sci. U.S.A. 104 (38): 15069—74. Bibcode:2007PNAS..10415069J. PMID 17724330. doi:10.1073/pnas.0706890104.
- Li X; Staszewski L; Xu H;  . (2002). „Human receptors for sweet and umami taste.”. Proc. Natl. Acad. Sci. U.S.A. 99 (7): 4692—6. PMC 123709 . PMID 11917125. doi:10.1073/pnas.072090199.
- Fehr J; Meyer D; Widmayer P;  . (2007). „Expression of the G-protein alpha-subunit gustducin in mammalian spermatozoa.”. J. Comp. Physiol. A Neuroethol. Sens. Neural. Behav. Physiol. 193 (1): 21—34. PMID 17021831. doi:10.1007/s00359-006-0168-8.
- Lambright DG, Noel JP, Hamm HE, Sigler PB (1994). „Structural determinants for activation of the alpha-subunit of a heterotrimeric G protein.”. Nature. 369 (6482): 621—8. PMID 8208289. doi:10.1038/369621a0.